# Saison 4 de Chuck
Chronologie
Saison 3 Saison 5
La quatrième saison de Chuck, série télévisée américaine, est constituée de vingt-quatre épisodes et a été diffusée du 20 septembre 2010 au 16 mai 2011 sur NBC, aux États-Unis.

## Synopsis
Chuck Bartowski est un geek, un passionné d'ordinateurs qui travaille au Buy More, une grande surface d'électroménager et d'électronique, plus particulièrement dans le SAV informatique appelé Nerd Herd, qui est une parodie de Geek Squad. Sa vie va basculer le jour où Bryce Larkin, son ancien meilleur ami de l'Université Stanford, lui envoie un e-mail mystérieux qui contient une base de données chiffrée réunissant les informations de la NSA et de la CIA et appelée l’Intersecret (Intersect en VO). L'inconscient de Chuck détient alors toutes les données de ces deux agences qui se révèlent par des flashs à la vue de certains objets ou personnes ou dans des situations de danger. Arrivent aussitôt John Casey de la NSA, un homme d'une grande force physique, intelligent et très patriote ainsi que Sarah Walker de la CIA, une très belle femme pleine de talent et de charme, qui l'initient au monde de l'espionnage et tentent de le protéger dans toutes ses aventures. Sa vie est alors partagée entre son emploi au Buy More, son meilleur ami Morgan Grimes, sa sœur Ellie, les missions d'espionnage et les mystères de sa vie…

## Distribution

### Acteurs principaux
- Zachary Levi (VF : Tanguy Goasdoué) : Charles « Chuck » Irving Bartowski
- Yvonne Strahovski (VF : Laura Blanc) : Sarah Lisa Walker Bartowski
- Adam Baldwin (VF : David Krüger) : Colonel John Casey
- Joshua Gomez (VF : William Coryn) : Morgan Grimes
- Sarah Lancaster (VF : Caroline Lallau) : Eleanor « Ellie » Bartowski-Woodcomb
- Ryan McPartlin (VF : Stéphane Pouplard) : Devon Woodcomb alias « Capitaine Trop Top » (« Captain Awesome » en VO)
- Mark Christopher Lawrence (VF : Pascal Casanova) : Michael « Big Mike » Tucker
- Scott Krinsky (VF : Jacques Bouanich) : Jefferson « Jeff » Barnes
- Vik Sahay (VF : Pascal Nowak) : Lester Patel
- Bonita Friedericy (VF : Françoise Pavy) : général Diane Beckman[1]

### Acteurs récurrents
- Mekenna Melvin (VF : Cécile Nodie) : Alex McHugh, fille de John Casey et de Kathleen McHugh (12 épisodes)
- Linda Hamilton (VF : Véronique Augereau) : Mary Elizabeth Bartowski, mère de Chuck et Ellie, ex-agent de la C.I.A[2] (11 épisodes)
- Timothy Dalton (VF : Edgar Givry) : Alexei Volkoff / Gregory Tuttle, a un passé en commun avec Mary Bartowski[3] (6 épisodes)
- Olivia Munn (VF : Céline Ronté), Isaiah Mustafa (VF : Daniel Lobé), Stacy Keibler (VF : Céline Ronté) et Summer Glau (VF : Olivia Luccioni) : interprètent Greta, espion de la CIA infiltré au Buy More ayant de multiples versions hommes ou femmes (respectivement 1re, 2e, 3e et 4e version, 5 épisodes)
- Lauren Cohan (VF : Marie Giraudon) : Vivian McArthur, fille d'un dangereux criminel[4] (5 épisodes)
- Robin Givens (VF : Laura Zichy) : Jane Bentley[4] (épisodes 16, 18 et 19)
- Ray Wise (VF : Hervé Jolly) : Riley, l'avocat de Volkoff (épisodes 17, 22 et 23)

### Invités
- Dolph Lundgren (VF : Féodor Atkine) : Marko (épisode 1)
- Harry Dean Stanton (VF : Marcel Guido) : Harry (épisode 1)
- Larry Cedar (en) (VF : Bertrand Liebert) : le recruteur (épisode 1)
- Lou Ferrigno : le garde du corps de Sofia Stepanova (épisode 2)
- Karolína Kurková : Sofia Stepanova, mannequin et espionne (épisode 2)
- Bronson Pinchot : Victor (épisode 2)
- Isaiah Mustafa (VF : Daniel Lobé) : le capitaine Richard Noble (épisode 2)
- Stone Cold Steve Austin (VF : Michel Vigné) : Hugo Panzer (épisode 3)
- Nicole Richie (VF : Dorothée Pousséo) : Heather Chandler (épisode 3)
- Stacy Keibler (VF : Céline Ronté) : le capitaine Victoria Dunwoody (épisode 3)
- Armand Assante (VF : Julien Kramer) : Alejandro Goya  (épisode 4)
- Tia Texada (VF : Ethel Houbiers) : Hortensia Goya (épisode 4)
- Eric Roberts (VF : François Dunoyer) : Packard (épisode 5)
- David Bautista (VF : Jérémie Covillault) : T. I. (épisode 5)
- Joel David Moore (VF : Vincent de Boüard) : Mackintosh (épisode 5)
- Robert Englund (VF : Georges Claisse) : Dr Stanley Whellwright (épisode 6)
- Ana Gasteyer : Dasha (épisode 7)
- Rob Riggle (VF : Bruno Magne) : agent Jim Rye (épisode 8)
- Richard Chamberlain (VF : Pierre Dourlens) : Adelbert De Smet alias « le Belge » (épisodes 8 et 9)
- Matthew Willig (en) : Yuri Gobrienko alias « l'Affamé » (épisode 12)
- Clare Carey (VF : Françoise Cadol) : Kathleen McHugh, ex-fiancée de Casey (épisodes 14 et 21)
- John Larroquette (VF : Philippe Ogouz) : agent Roan Montgomery (épisode 14)
- Lou Diamond Phillips (VF : Bruno Dubernat) : Augusto Gaez (épisode 15)
- Mini Anden (VF : Élisabeth Ventura) : Carina Miller, espionne et ex-équipière de Sarah de la C.A.T. Secret (épisodes 15 et 24)
- Mercedes Masöhn : Zondra, espionne et ancienne équipière de Sarah du C.A.T. Secret (épisodes 15 et 24)
- Mircea Monroe (VF : Lydia Cherton) : Amy, espionne et ancienne équipière de Sarah du C.A.T. Secret (épisode 15)
- Sonya Macari : Antonia (épisode 16)
- François Chau (VF : Patrick Osmond) : M. Aleixo (épisode 17)
- Gary Cole (VF : Lionel Tua) : Jack Burton (épisode 21)
- Lisa LoCicero (en) (VF : Chantal Baroin) : Daphne Peralta (épisode 21)
- Timothy V. Murphy (en) (VF : Patrick Laplace) : le père de la mariée (épisode 21)
- Richard Burgi (VF : Bernard Lanneau) : Clyde Decker alias « l'Effaceur » (épisode 24)

## Liste des épisodes
1. Espion de mère en fils
2. La Semaine de la mode
3. Bague à part
4. Coup d’État
5. Raide dingue
6. Visions d’horreur
7. Quand il y a doute
8. Thérapie de choc !
9. La Boxe thaï
10. Les Invités surprise
11. Le Grand Jeu
12. Sarah contre Casey
13. Mené en bateau
14. Séduction impossible
15. Si tu vas à Rio
16. Le Bal masqué
17. Chuck fait sauter la banque
18. Sur la touche
19. Les Recrues
20. La Famille Volkoff
21. L'Arnaqueuse arnaquée
22. L'Agent X
23. Répétition générale
24. L'Antidote

### Épisode 1:Espion de mère en fils
- États-Unis /  Canada : 20 septembre 2010 sur NBC / CHCH-DT[5] et CJNT-DT
- Québec : 23 août 2011 sur Ztélé[6],[7]
- France : 7 avril 2012 sur NT1[8],[9]

- États-Unis : 5,79 millions de téléspectateurs[10] (première diffusion)

- Dolph Lundgren (Marko)
- Harry Dean Stanton (Harry Dean)
- Olivia Munn (1re version de Greta)

### Épisode 2:La Semaine de la mode
- États-Unis : 27 septembre 2010 sur NBC
- Québec : 30 août 2011 sur Ztélé[11]
- France : 7 avril 2012 sur NT1[9]

- États-Unis : 5,37 millions de téléspectateurs[12] (première diffusion)

- Isaiah Mustafa (2e version de Greta)
- Lou Ferrigno (le garde du corps)
- Karolína Kurková (Sofia Stepanova)
- Bronson Pinchot (Victor)

- Lester et Morgan font référence à Obi-wan Kenobi du film Star Wars, épisode IV : Un nouvel espoir.

### Épisode 3:Bague à part
- États-Unis : 4 octobre 2010 sur NBC
- Québec : 6 septembre 2011 sur Ztélé[13]
- France : 7 avril 2012 sur NT1[9]

- États-Unis : 5,38 millions de téléspectateurs[14] (première diffusion)

- Stacy Keibler (3e version de Greta)
- Nicole Richie (Heather Chandler)
- Stone Cold Steve Austin (Hugo Panzer)

### Épisode 4:Coup d'État
- États-Unis : 11 octobre 2010 sur NBC
- Québec : 13 septembre 2011 sur Ztélé[15]
- France : 7 avril 2012 sur NT1[9]

- États-Unis : 5,33 millions de téléspectateurs[16] (première diffusion)

- Armand Assante (Alejandro Goya)
- Tia Texada (Hortensia, la femme d'Alejandro)

### Épisode 5:Raide dingue
- États-Unis : 18 octobre 2010 sur NBC
- Québec : 20 septembre 2011 sur Ztélé[17]
- France : 14 avril 2012 sur NT1[9]

- États-Unis : 5,23 millions de téléspectateurs[18] (première diffusion)

- Eric Roberts (Packard)
- Joel Moore (Mackintosh)
- Batista (T. I.)

- Le moment où John Casey se réveille et tente de bouger ses pieds fait référence au film Kill Bill de Quentin Tarantino où Uma Thurman tente la même chose à l'arrière d'une voiture.
- Une référence au film Goldfinger est faite lorsque Chuck découvre les lingots d'or et s'exclame « Holy Goldfinger! » en version originale.
- Lors des fausses funérailles de John Casey, trois hommes viennent vérifier que le colonel est bien mort, de la même façon que dans le film Charade de Stanley Donen, sorti en 1963.

### Épisode 6:Visions d'horreur
- États-Unis : 25 octobre 2010 sur NBC
- Québec : 27 septembre 2011 sur Ztélé[19]
- France : 14 avril 2012 sur NT1[9]

- États-Unis : 5,45 millions de téléspectateurs[20] (première diffusion)

- Robert Englund (Dr Stanley Wheelwright)

- Robert Englund est surtout connu pour avoir incarné Freddy Krueger dans la saga Les Griffes de la nuit.

### Épisode 7:Quand il y a doute
- États-Unis : 1er novembre 2010 sur NBC
- Québec : 4 octobre 2011 sur Ztélé[21]
- France : 14 avril 2012 sur NT1[9]

- États-Unis : 5,47 millions de téléspectateurs[22] (première diffusion)

- Ana Gasteyer (Dasha)

### Épisode 8:Thérapie de choc!
- États-Unis : 15 novembre 2010 sur NBC
- Québec : 11 octobre 2011 sur Ztélé[23]
- France : 14 avril 2012 sur NT1[9]

- États-Unis : 5,43 millions de téléspectateurs[24] (première diffusion)

- Summer Glau (4e version de Greta)
- Rob Riggle (agent Jim Rye)
- Richard Chamberlain (Adelbert De Smet alias « le Belge »)

- L'agent Jim Rye utilise la « prise de Spock ».

### Épisode 9:La Boxe thaï
- États-Unis : 22 novembre 2010 sur NBC
- Québec : 18 octobre 2011 sur Ztélé[25]
- France : 21 avril 2012 sur NT1[9]

- États-Unis : 4,8 millions de téléspectateurs[26] (première diffusion)

- James Lew (en) (Anad Chenerad)
- Richard Chamberlain (Adelbert De Smet alias « le Belge »)
- Arnold Chon (Sanouk)
- Torsten Voges (Dr Mueller)

- Deux références cinématographiques sont à noter ; la tenue que porte Sarah en Thaïlande fait penser à celle de Lara Croft dans le film Tomb Raider 2 et le combat à mains nues dans la cage et la présence de l'acteur James Lew (en) font références à Hot Shots! 2.

- Cet épisode est l'une des premières audiences les plus basses.

### Épisode 10:Les Invités surprise
- États-Unis : 29 novembre 2010 sur NBC
- Québec : 25 octobre 2011 sur Ztélé[27]
- France : 21 avril 2012 sur NT1[9]

- États-Unis : 6,17 millions de téléspectateurs[28] (première diffusion)

- Monet Mazur (associée de Volkoff)

- Morgan rampe dans les conduits de ventilations pieds nus et en débardeur blanc comme le personnage John McClane dans le film Piège de cristal. Par ailleurs, à la fin de l'épisode, il reproduit l'astuce utilisée par John McClane au début du film Une journée en enfer : il scotche une arme dans son dos afin de surprendre ses adversaires.
- Lorsque les agents de Volkoff doivent tuer Chuck et Sarah dans la rue et qu'ils sont sauvés par la mère de Chuck, celle-ci leur dit : « Viens avec moi si tu veux vivre ! ». Cette réplique fait référence à celle dite à plusieurs reprises dans la saga Terminator, film dans lequel Linda Hamilton joue le rôle de Sarah Connor.

- La diffusion américaine s'est arrêtée à cet épisode pour la pause hivernale et a repris le 17 janvier 2011[29].

### Épisode 11:Le Grand Jeu
- États-Unis : 17 janvier 2011 sur NBC[29]
- Québec : 1er novembre 2011 sur Ztélé[30]
- France : 21 avril 2012 sur NT1[9]

- États-Unis : 5,97 millions de téléspectateurs[31] (première diffusion)

### Épisode 12:Sarah contre Casey
- États-Unis : 24 janvier 2011 sur NBC
- Québec : 8 novembre 2011 sur Ztélé[32]
- France : 21 avril 2012 sur NT1[9]

- États-Unis : 6,06 millions de téléspectateurs[33] (première diffusion)

- Matthew Willig (Yuri Gobrienko alias l'« Affamé »)

- Sarah, qui a les cheveux teint en noir, Alexei Volkoff, qui fait allusion a une « mission suicide » est une référence au jeu vidéo sorti en 2010 : Mass Effect 2, dont la dernière mission se nomme « mission suicide ». En effet, l'actrice a aussi prêté son physique au personnage de Miranda Lawson.

### Épisode 13:Mené en bateau
- États-Unis : 31 janvier 2011 sur NBC
- Québec : 15 novembre 2011 sur Ztélé[34]
- France : 28 avril 2012 sur NT1[9]

- États-Unis : 5,57 millions de téléspectateurs[35] (première diffusion)

### Épisode 14:Séduction impossible
- États-Unis : 7 février 2011 sur NBC
- Québec : 22 novembre 2011 sur Ztélé[36]
- France : 28 avril 2012 sur NT1[9]

- États-Unis : 5,41 millions de téléspectateurs[37] (première diffusion)

- John Larroquette (agent Roan Montgomery)
- Lesley-Ann Brandt (Fatima Tazi)
- Kimberly Estrada (Amina)
- Clare Carey (Kathleen McHugh, mère d'Alex)

### Épisode 15:Si tu vas à Rio
- États-Unis : 14 février 2011 sur NBC
- Québec : 29 novembre 2011 sur Ztélé[38]
- France : 28 avril 2012 sur NT1[9]

- États-Unis : 5,47 millions de téléspectateurs[39] (première diffusion)

- Lou Diamond Phillips (Augusto Gaez)
- Mini Anden (Carina Miller)
- Mercedes Masöhn (Zondra)
- Mircea Monroe (Amy)

### Épisode 16:Le Bal masqué
- États-Unis : 21 février 2011 sur NBC
- Québec : 6 décembre 2011 sur Ztélé[40]
- France : 28 avril 2012 sur NT1[9]

- États-Unis : 5,48 millions de téléspectateurs[41] (première diffusion)

- Sonya Macari (Antonia)

### Épisode 17:Chuck fait sauter la banque
- États-Unis : 28 février 2011 sur NBC
- Québec : 13 décembre 2011 sur Ztélé[42]
- France : 5 mai 2012 sur NT1[9]

- États-Unis : 5,35 millions de téléspectateurs[43] (première diffusion)

- François Chau (M. Aleixo)

- Morgan fait référence aux Simpson en demandant une équipe de maintenance au secteur « 7G ».
- L'entrée de Sarah et Chuck dans la banque fait référence à l'entrée de Néo et Trinity dans un immeuble sécurisé pour sauver Morpheus dans le film Matrix.
- Les chiffres présents sur la carte que récupère Vivian au début de l'épisode font référence à la série Lost : Les Disparus.

### Épisode 18:Sur la touche
- États-Unis : 14 mars 2011 sur NBC
- Québec : 20 décembre 2011 sur Ztélé[44]
- France : 5 mai 2012 sur NT1[9]

- États-Unis : 4,92 millions de téléspectateurs[45] (première diffusion)

### Épisode 19:Les Recrues
- États-Unis : 21 mars 2011 sur NBC
- Québec : 26 décembre 2011 sur Ztélé[46]
- France : 5 mai 2012 sur NT1[9]

- États-Unis : 4,23 millions de téléspectateurs[47] (première diffusion)

### Épisode 20:La Famille Volkoff
- États-Unis : 11 avril 2011 sur NBC
- Québec : 3 janvier 2012 sur Ztélé[48]
- France : 5 mai 2012 sur NT1[9]

- États-Unis : 4,03 millions de téléspectateurs[49] (première diffusion)

### Épisode 21:L’Arnaqueuse arnaquée
- États-Unis : 18 avril 2011 sur NBC
- Québec : 10 janvier 2012 sur Ztélé[50]
- France : 12 mai 2012 sur NT1[9]

- États-Unis : 4,22 millions de téléspectateurs[51] (première diffusion)

- Gary Cole (Jack Burton)
- Lisa LoCicero (Daphne Peralta)

- Cet épisode réalise une mauvaise audience mais reste stable par rapport à l'épisode 19 et 20 de cette même saison.

### Épisode 22:L'Agent X
- États-Unis : 2 mai 2011 sur NBC
- Québec : 17 janvier 2012 sur Ztélé[52]
- France : 12 mai 2012 sur NT1[9]

- États-Unis : 4,1 millions de téléspectateurs[53] (première diffusion)

- Cet épisode a aussi réalisé une faible audience mais remonte tout de même de 8 % au niveau de la tranche d'âge des téléspectateurs ciblés (18 / 49 ans[54]).

### Épisode 23:Répétition générale
- États-Unis : 9 mai 2011 sur NBC
- Québec : 24 janvier 2012 sur Ztélé[55]
- France : 12 mai 2012 sur NT1[9]

- États-Unis : 4,1 millions de téléspectateurs[56] (première diffusion)

- La grotte utilisée comme décor pour la mine est la même que pour la batcave de la série télévisée Batman des années 1960.[réf. souhaitée]
- Lorsque Chuck, Sarah et Casey vont délivrer la mère de Chuck, il est possible de la voir faire des tractions dans sa cellule sur les écrans de surveillance, faisant référence au film Terminator 2 : Le Jugement dernier, où l'actrice Linda Hamilton a interprété Sarah Connor.
- D'autres références sont faites à Star Wars. Chuck appelle Casey par le diminutif « Chewie » (pour Chewbacca). D'autre part, Casey dit « J'ai un mauvais pressentiment » (« I've got a bad feeling about this » en version originale), une réplique récurrente de l'univers Star Wars. Enfin, pour préparer Morgan à son infiltration, Chuck et ce dernier entonnent La Marche impériale de ce même univers.
- Morgan fait référence à la série télévisée Breaking Bad lorsqu'il parle des « nettoyeurs » entrant dans le bureau du groupe Volkoff avec une bassine et de l'acide.

- Cet épisode réalise une faible audience mais reste stable par rapport aux épisodes précédents.

### Épisode 24:L’Antidote
- États-Unis : 16 mai 2011 sur NBC
- Québec : 31 janvier 2012 sur Ztélé[57]
- France : 12 mai 2012 sur NT1[9]

- États-Unis : 4,53 millions de téléspectateurs[58] (première diffusion)

- Mini Anden (Carina Miller)
- Mercedes Masöhn (Zondra)
- Richard Burgi (Clyde Decker alias l'« Effaceur »)

- Une autre référence à la trilogie Matrix est faite lorsque Morgan, après avoir retiré les lunettes, s'exclame : « Les gars ! Je connais le Kung-Fu » (« Guys! I know Kung-Fu » en version originale).

## Informations sur le coffretDVD
- Intitulé du coffret : Chuck - The Completed Fourth Season (zone 1) / Chuck - L'intégrale de la saison 4 (zone 2)
- Édition : Warner Home Video
- Nombres d'épisodes : 24
- Nombres de disques : 5
- Durée : 1247 minutes
- Format d'image : couleur, plein écran, 16/9 (compatible avec le format 4/3), PAL, 1,78:1
- Audio : Dolby Digital 2.0
- Langues : français, anglais
  - Sous-titres : français (sur la version américaine)
- Bonus : 
  - Making-of : bonus inédits
  - Chuck contre la caméra : Zachary Levi est aux commandes
  - bêtisier
  - Espionnage de l'équipe - Opération Gomez : Joshua Gomez nous montre ses nouveaux talents d'espion
  - Buy Hard : L'histoire de Jeff et Lester en 5 épisodes
- Dates de sortie :
  -  États-Unis : 11 octobre 2011[59]
  -  France : 10 octobre 2012[60]